# Rifugio Torino
Il rifugio Torino (in francese, Refuge Turin) è un rifugio alpino sul massiccio del Monte Bianco, a 3.375 m s.l.m.. Sotto controllo italiano de facto, è considerato dall'Italia, ma non dalla Francia a causa di una disputa territoriale, parte integrante del territorio di Courmayeur, nell'alta Valdigne, in Valle d'Aosta.

## Descrizione
Si trova nei pressi del colle del Gigante (3.371 m), nelle vicinanze dello spartiacque e quindi del confine tra la Francia e l'Italia, posto sulla sommità del Monte Bianco. La NATO e tutte le istituzioni internazionali utilizzano a livello operativo le mappe che sanciscono i sopracitati confini e che sono state adottate nel trattato in vigore fra Regno di Sardegna e Francia del 1860. 
Nel settembre 2015 alcune guide civili francesi misero uno sbarramento che ostacolava la salita verso la vetta e che fu rimosso dopo poco.

### Rifugio Torino vecchio e nuovo

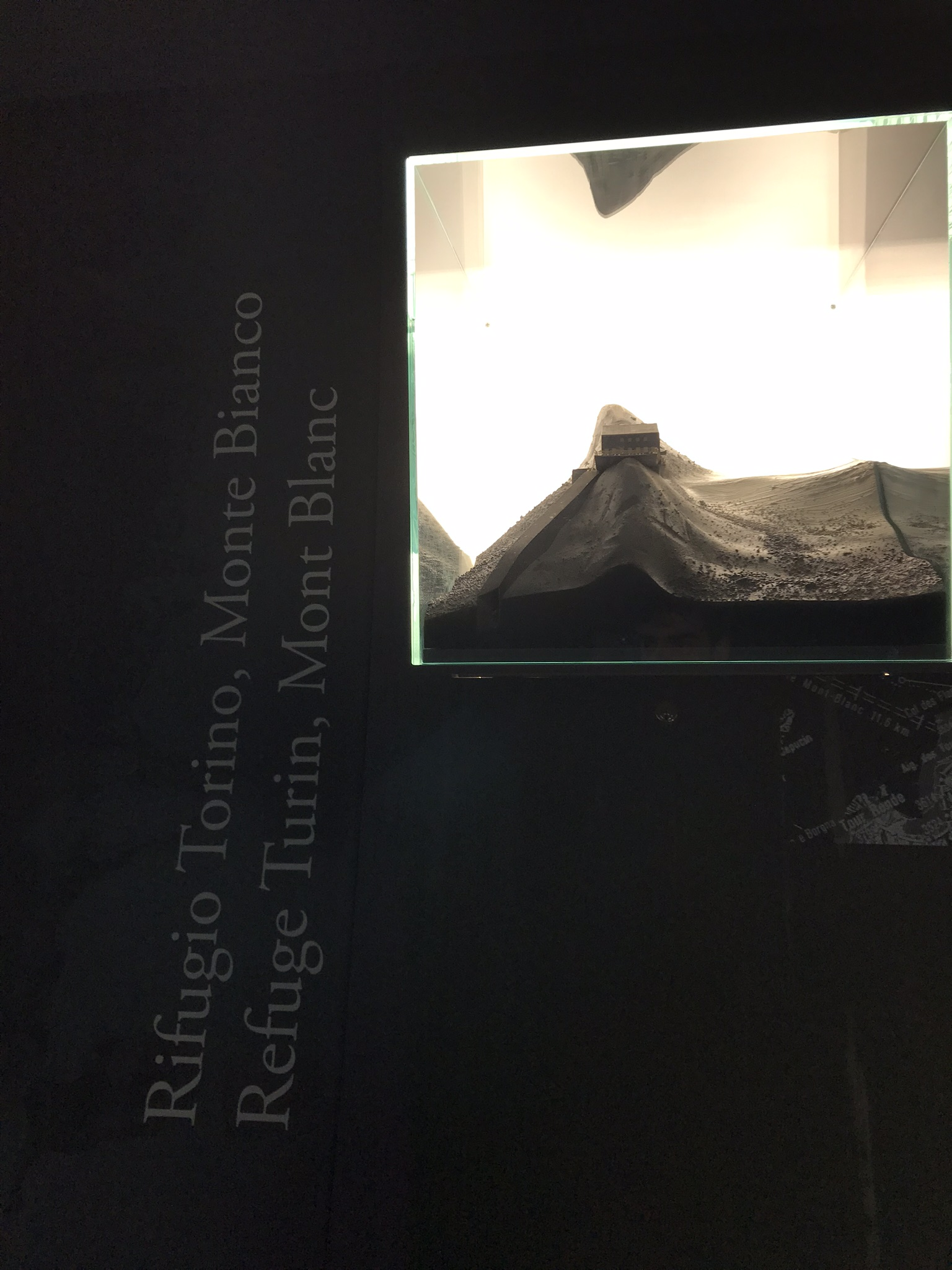
Plastico del rifugio al museo delle Alpi.

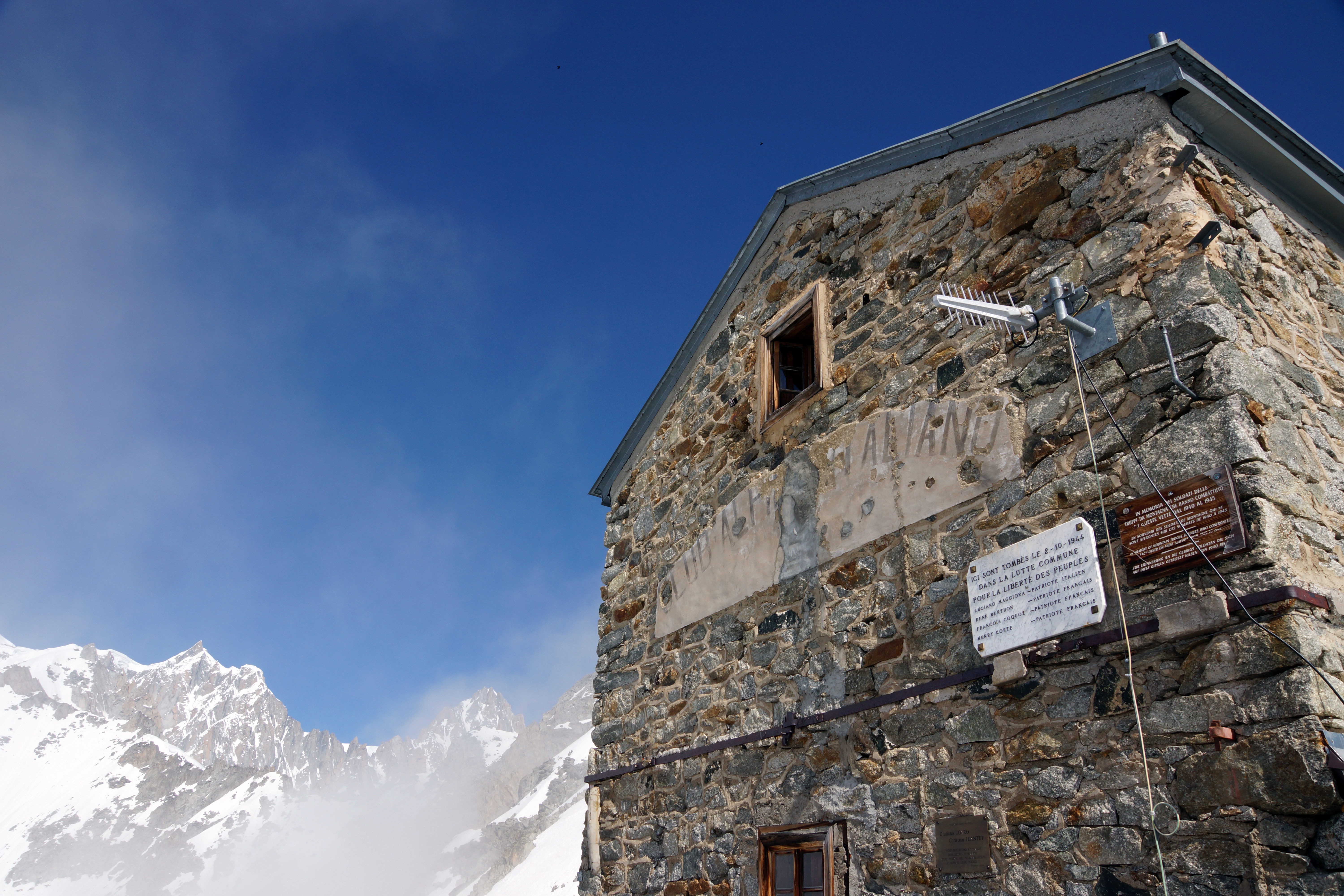
Il rifugio Torino vecchio.

Quando si parla del rifugio è normalmente sottintesa la struttura che dà accoglienza (posti letto e ristoro) ai visitatori nonché alpinisti e guide. Questo è in realtà il rifugio Torino nuovo, la cui costruzione risale ai primi anni '50 e che fu resa possibile da un accordo tra le sezioni di Torino e di Aosta del Club Alpino Italiano e da un intervento della Regione Valle d'Aosta con cui fu possibile per l'Associazione sostenere il costo dell'opera, che si aggirò sui 65 milioni di lire.
La nuova struttura fu inaugurata il 5 agosto 1952., in quella che le cronache del tempo definirono «una mattinata sfolgorante di sole».

### Accesso
Il rifugio è raggiungibile in pochi minuti partendo da Punta Helbronner, dove arriva la funivia che parte da Pavillon; un ascensore costruito all'interno della punta Helbronner permette di scendere al livello del rifugio. In alternativa, è possibile salire a piedi effettuando un percorso a carattere alpinistico piuttosto lungo, partendo dal sottostante rifugio Pavillon.

## Ascensioni
È punto di partenza per varie ascensioni nel gruppo del monte Bianco:
- Monte Maudit - 4.465 m
- Mont Blanc du Tacul - 4.248 m
- Aiguilles du Diable - 4.114 m
- Dente del Gigante - 4.013 m
- Grand Capucin - 3.838 m

- Tour Ronde - 3.798 m
- Aiguille d'Entrèves - 3.604 m
- Grand Flambeau - 3.566 m
- Aiguille de Toula - 3.538 m

## Traversate
- Rifugio des Cosmiques - 3.613 m